# Workington
Workington är en stad och en civil parish i Cumbria i England. Orten har 24 295 invånare (2001).